# Gytta Schubert
Gytta Schubert, auch bekannt als Gitta Schubert, (* 11. Juli 1948 in Wien) ist eine österreichische Schauspielerin.

## Leben
Die Tochter der Schauspielerin Eva Lissa, die ihre Ausbildung beim Max-Reinhardt-Seminar in Berlin absolvierte und in derselben Stadt auch ihren Einstand am Theater gegeben hatte, war im Fernsehen nur selten zu sehen. Am bekanntesten ist hier ihre Rolle als Millionärin Helga Ullrich in der RTL-Seifenoper Gute Zeiten, schlechte Zeiten, die sie von Dezember 1992 bis April 1993 verkörperte. Helga Ullrich, verliebt in den von Hans Christiani gespielten Daniel, war unheilbar krebskrank und brachte sich um.
Weitere Rollen hatte sie im Kinofilm mit Martin Theo Kriegers Erstling Zischke und im ZDF-Zweiteiler Die Richterin unter Regie von Jörg Grünler. Außerdem war sie in mehreren italienischen Produktionen oder in den Serien Sylter Geschichten und Der Havelkaiser zu sehen. Nebenbei synchronisiert sie seit dem sechsten Lebensjahr und ist als TV-Moderatorin tätig.
Gytta Schubert setzt sich außerdem für die Gründung des ersten Berliner Tierkrematoriums ein.

## Filmografie
- 1968/1969: Hürdenlauf (Fernsehspiel, Regie: Thomas Fantl)
- 1970: Affäre in Berlin (Regie: David Lowell Rich)
- 1970: John Klings Abenteuer (1 Folge)
- 1971: Das Geld liegt auf der Bank (Theaterstück, Regie: Ottokar Runze)
- 1984: Neun Minuten bis Neujahr (Kurzfilm, Buch und Regie: Stefan Julián Neuschäfer)[3]
- 1986/1987: Zischke – Was kostet eine Karte nach Monopoly? (Regie: Martin Theo Krieger)
- 1990: Die Richterin (Fernsehfilm, Regie: Jörg Grünler)
- 1992–1993: Gute Zeiten, schlechte Zeiten (Fernsehserie)
- 1993: Sylter Geschichten (Fernsehserie, Episode Comeback in Kampen, Regie: Wolfgang Hübner)
- 1994–1996: Der Havelkaiser (Fernsehserie im Ersten, Regie: Herbert Ballmann)
- 2008: Verband deutscher Lokalzeitungen – Kaffeekränzchen (Regie: Daniel Hyan)